# Diplogasteritus nudicapitatus
Diplogasteritus nudicapitatus är en rundmaskart. Diplogasteritus nudicapitatus ingår i släktet Diplogasteritus och familjen Diplogasteridae. Arten är reproducerande i Sverige. Inga underarter finns listade i Catalogue of Life.